# Ciseureuh (Ketanggungan)
Ciseureuh is een bestuurslaag in het regentschap Brebes van de provincie Midden-Java, Indonesië. Ciseureuh telt 3559 inwoners (volkstelling 2010).